# NGC 3189
NGC 3189 – jasny, południowo-zachodni fragment galaktyki NGC 3190 znajdującej się w gwiazdozbiorze Lwa. Skatalogował go w styczniu 1850 roku George Stoney – asystent Williama Parsonsa, sądząc, że jest to osobny obiekt typu „mgławicowego”, a do wrażenia tego przyczynił się gruby i ciemny pas pyłu, w słabszym teleskopie „dzielący” galaktykę na dwie równoległe części.